# 東京/ELEGY
「東京/ELEGY」は、清木場俊介の自主レーベルUTAIYA RECORDS UNITEDから2019年3月29日にリリースされたシングル。
自主レーベルにおいては初のパッケージ作品。一般のCDショップでの販売は行われず、清木場俊介のホームページにおいて受注販売が行われた。

## 収録曲
全作詞・作曲：清木場俊介
1. 東京
2. ELEGY
3. 東京(弾き語り)